# Рытвянский, Ян
Ян Рытвянский, также Ян из Рытвян (пол. Jan Rytwiański; 1422—1478/1479) — государственный деятель и дипломат Королевства Польского, маршалок великий коронный (1462—1477), каштелян сандомирский (1474—1478), воевода краковский (1477—1478), староста сандомирский (1451—1478) и староста люблинский (1462—1470).

## Биография
Представитель польского дворянского рода Рытвянских герба «Ястшембец». Сын каштеляна завихостского Марцина из Рытвян и Дороты Тарновской, дочери воевода и каштеляна краковского Яна из Тарнова. У родителей было, по разным данным, в общей сложности до 20 детей, из которых есть сведения о четырех — Яна и его братьях Дзерславе, Николае и Войцехе. Ян был также близким родственником (двоюродным внуком) примаса Войцеха Ястшембца, стал одним из его наследников (1436). Родиной семьи было село Рытвяны в Сандомирском повете.
В 1431—1435 годах Ян учился в Кракове. Сначала, как и старший брат Дзерслав, вероятно, по настоянию родственника-примаса, избрал духовную карьеру. Занимал должности каноника гнезненского и ленчицкого. В 1441 году Ян из Рытвян записал в Краковский университет, где учился до 1445 года. В том же 1445 году Ян из Рытвян отказался от обеих каноний в пользу своего брата Войцеха.
Светская карьера и деятельность Яна подчинялись семейной стратегии, которую в начале 1450-х годов формировал его старший брат Дзерслав из Рытвян. С 1442 года они получили права на сандомирское староство, хотя первое упоминание именно о Яна как о старосте датируется 1451 годом. Во время бескоролевья после гибели Владислава Варненчика в 1444 году братья Дзерслав и Ян поддерживали кандидатуру его младшего брата и великого князя литовского Казимира Ягеллончика на польский престол.
Осенью 1453 года, когда после отъезда короля Казимира в Литву произошел конфликт с силезским князем Янушем Освенцимским, Ян Рытвянский участвовал в походе под предводительством воеводы краковского Яна Тенчинского. Он решительно поддерживал королевскую политику в отношении Пруссии. В битве с тевтонцами под Хойницами 18 сентября 1454 года они с братом Николаем попали в плен, откуда Яна вскоре освободили. В 1455 году Ян из Рытвян был назначен проводить переговоры с тевтонскими наемниками о сдаче подконтрольных им замков и об их переходе на польскую сторону. В конце этого же года он совершил посольскую миссию в Бранденбурге.
На сейме 1459 года Ян Рытвянский был одним из лидеров оппозиции, вместе с Яном Амором Тарновским и Яном Мельштынским. На сейме бурной и бескомпромиссной речью он обвинил короля в несправедливости шляхты, приверженности литовцам, коррупции при чеканке монет, обнищании страны и, по словам Яна Длугоша, отказался от имени Малопольщи от дальнейших денежных ассигнований для Прусской войны. Он также остро критиковал короля за чрезмерную налоговую нагрузку и слабость судов. Реакцию короля польский историк Адольф Павинский описал как «покорную».
В 1461 году, во время спора о назначении краковского епископа, Ян из Рытвян сначала занял епископский замок в Илже, затем в июне отправился вместе с Мацеем из Рацонжа в посольство в Рим. Он вернулся в Краков 16 января 1462 года и доложил королю о посольстве, заверив успешное разрешение дела, окончательное завершение которого папа Пий II поручил прибывшему вскоре легату. Спор вспыхнул по прибытии легата Иеронима из Крита (Ландо), который наоборот убеждал короля поддержать кандидатуру Якуба из Сенна. Хотя король был недоволен миссией Яна Рытвянского, однако это не повлияло на дальнейшую карьеру последнего. Весной этого 1462 года года получил должность маршалка великого коронного.
В 1464 году Ян Рытвянский занимался вместе с братом Дзерславом и каштеляном краковским Яном Тенчинским объездом русских земель. В январе он находился как комиссар королевский во Львове, в феврале — в Галиче. Весной 1465 сопровождал короля во время его визита в Русь. В марте 1466 года он был автором документа о разграничении сел на Руси. Летом 1466 года Ян Рытвянский выставил свою хоругвь во время прусского похода, в сентябре принимал участие в переговорах с Тевтонским орденом и заключении Второго Торунского мира, выступил его гарантом. Ян сопровождал короля во время поездки в Королевскую Пруссию в 1468 году.
Весной 1469 года Ян из Рытвян вместе с другими сановниками готовил новое королевское путешествие по Руси, прибыв во Львов почти на два месяца раньше монарха. В 1467 и 1470 годах он заседал во львовском суде, а в 1469 году, перед встречей с королем, рассматривал дела в Перемышле. На ноябрьском сейме этого же года Ян среди прочих принес присягу новоизбранного великого магистра ордена Генриха фон Плауэна, на этом же сейме он был назначен в состав посольства в Молдавию.
В сентябре 1473 года Ян Рытвянский участвовал в съезде с чешскими и венгерскими господами в Опаве. 27 декабря того же года он был отправлен королем в гнезненский капитул с рекомендацией избрать архиепископом Якуба из Сенна. В феврале 1474 года Ян Рытвянский проводил переговоры в Старой Весе с доверенными лицами венгерского короля Матвея Корвина по поводу вечного польско-венгерского мира, заключенного 21 февраля, и перемирия между Венгрией и Богемией. Приблизительно в то же время получил должность каштеляна сандомирского. В сентябре и октябре того же года он руководил военной кампанией в Силезии против венгерской армии, в частности, стоял с войском в окрестностях Вроцлава с 28 октября по начало декабря, однако так и не начал регулярной осады. Это было результатом недостатка больших пушек, затонувших во время переправы армии через реку Одер. Полководцем он был довольно посредственным, даже обвинялся, в частности, Яном Длугошем, в измене. Во время встречи короля Венгрии Матвея Корвина, короля Чехии Владислава Ягеллончика и короля Польши Казимира Ягеллончика под Вроцлавом Ян Рытвянский вместе с примасом Збигневом Олесницким были советниками польского монарха. В конце того же года, после приезда короля в Радом, Ян из Рытвян принимал участие в составлении и подписании брачного контракта польской королевны Ядвиги и баварского герцога Георга.
В августе 1475 года Ян Рытвянский в составе польской делегации участвовал в переговорах с представителями венгерского короля в Новом Сонче. В 1476 году он сопровождал короля на вальный съезд прусских сословий в Мальборке, откуда в июле отправился посланником короля в Гданьск. В августе он вместе с Казимиром отправился на Пётрковский сейм и это была последняя его дипломатическая миссия и в последний раз, когда он сопровождал короля во время путешествия по землям. В мае-июне 1477 года на съезде в Новом Корчине он получил должность краковского воеводы. Эта номинация вызвала протесты, ведь Ян из Рытвян одновременно занимал очень высокие должности маршалка, каштеляна, воеводы и старосты сандомирского. Поэтому в октябре он уступил должность маршалка великого коронного. На январском сейме 1478 года он отрекся от староства сандомирского. В период с 23 февраля по конец апреля воевода сандомирский Якуб из Дембна по крайней мере 8 раз выступал публично с титулом краковского воеводы. Вероятно, это было своеобразное давление на короля с целью отнять одну из должностей у Ян Рытвянского.
Ян написал завещание, согласно которому, в частности, 2 тысячи венгерских флоринов завещал Бешовскому монастырю на строительство костела; большую часть имения унаследовала единственная дочь Ева. Завещание было удостоверено в земском суде в Сандомире 12 февраля 1478 года, и это было последнее его публичное появление. Последние месяцы жизни Ян провел в Рытвянах, был еще жив 10 августа 1478 года. Умер, очевидно, на рубеже 1478/1479 годов.

## Собственность
Ян Рытвянский владел многочисленными поместьями в Малопольше, прежде всего Рытвянами, которые получил от примаса Войцеха Ястшембца, и другими имениями на Подгалье. Также, почти всю жизнь владел староствами сандомирским (1451—1478) и люблинским (1462—1470).

## Семья
Был женат на Анне из Воцехова, дочери Яна из Щекоцинов, старосты люблинского. Имели единственную дочь Еву, которая вышла замуж за воеводу люблинского Николая «Взруда» Курозвенцкого (? — 1507).